# خلل التصبغ
خلل التصبغ هو تبدلٌ في لون الجلد أو الأظافر.